# Calo (Kastell)
Calo (auch: Calone) war ein Alenkastell, das im Itinerarium Antonini, einem wohl im 3. nachchristlichen Jahrhundert entstandenen Verzeichnis der wichtigsten römischen Reichsstraßen, verzeichnet ist. Es gehörte zum Niedergermanischen Limes und lag am Niederrhein zwischen den heutigen Städten Krefeld und Xanten, vermutlich im äußersten Nordwesten der heutigen Stadt Duisburg.

## Lage

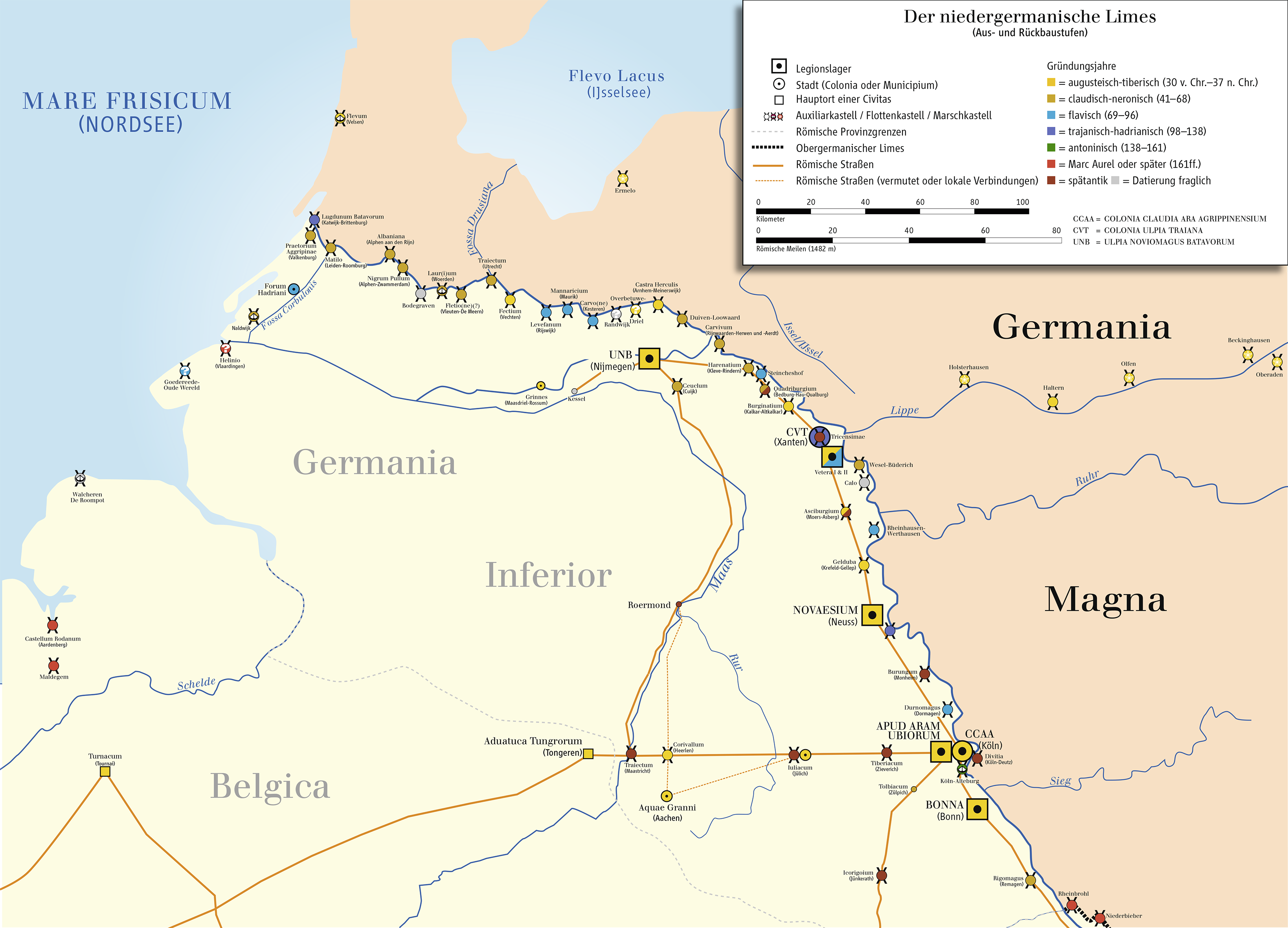
Vermutete Lage des Lagers Calo im Verlauf des Niedergermanischen Limes

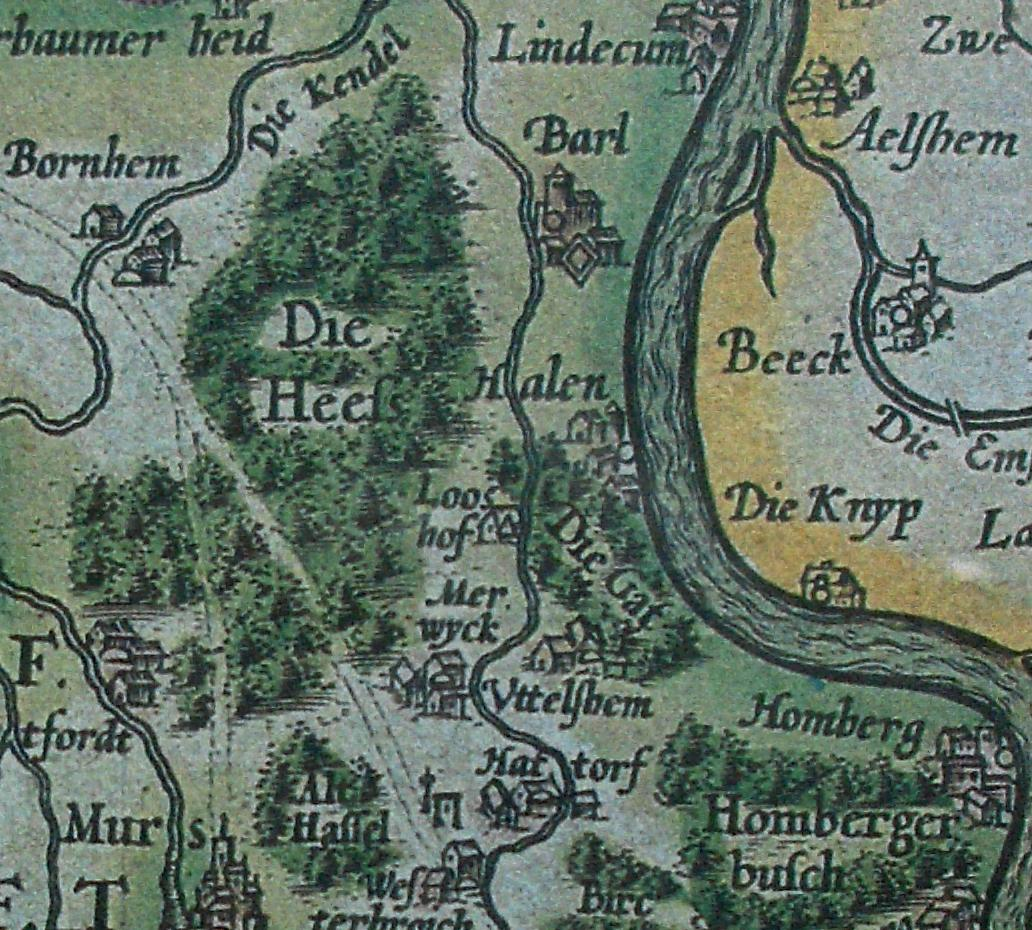
Halen auf einem Ausschnitt der Karte der Grafschaft Moers, gestochen von Johannes Mercator 1591

Nach heutigem Forschungsstand soll Calo sich bei dem durch Rheinverlagerungen abgegangenen Kirchdorf Halen (urkundlich um 900: Halon) nordöstlich von Moers befunden haben. Der Ort lag linksrheinisch auf einem Vorsprung der Niederterrasse, der mit einer Höhe von rund 30 m ü. NN. die Flussniederung deutlich überragte. Im 10./11. Jahrhundert war noch Halon als Ortsname gebräuchlich. Um 1500 setzte der Niedergang Halens ein, und auf Mercators Karte der Grafschaft Moers von 1591 ist die Halener Kirche, unmittelbar am Fluss, bereits als halbe Ruine eingezeichnet. Halen wurde dann um 1600 endgültig vom Rhein zerstört.

## Antike Quellen
Im Itinerarium Antonini wird Calo zweimal genannt. Die Angaben lauten für die Reise Richtung Norden:
| Gelduba | leugas VIIII ala                 |
| Calone  | leugas VIIII ala                 |
| Veteris | leugas XXI castra leg. XXX Ulpia |

Und für die Gegenrichtung, also von Norden nach Süden:
| Veteribus | m. p. {\displaystyle \infty } |
| Calone    | m. p. XVIII                   |
| Novesiae  | m. p. XVIII                   |

Das heißt, der Abstand zwischen Gelduba (Krefeld-Gellep) und Calo beträgt 9 Leugen (= 20 km) und von Calo nach Vetera (Xanten-Birten) ebenfalls 9 Leugen (= 20 km). Für den Weg in Richtung Süden werden als Abstand zwischen Calo und Novaesium (Neuss) 18 römische Meilen (= 27 km) angegeben. Die Entfernung zwischen Vetera und Calo ist in dieser Richtung nicht ersichtlich.

## Forschungsgeschichte

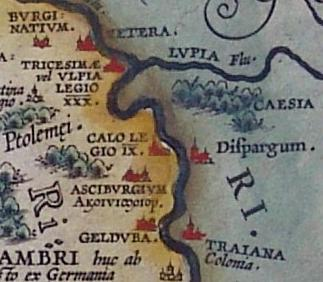
Calo auf einem Ausschnitt der Karte „Belgii Veteris“ von Abraham Ortelius (1594)

Die Lokalisierungsversuche des Lagers sind vielfältig. Peter Bertius (1565–1629) war offenbar der erste, der Calo mit heutigen Orten gleichzusetzen versuchte. Dies hat er kurioserweise mit zwei verschiedenen Orten getan. Zum einen mit Cleue (Kleve) und zum andern mit Gellern (hier ist wohl Geldern gemeint). Anscheinend hatte Bertius die Entfernungsangaben als Legionsnummern interpretiert und war somit nicht an die Abstände im Itinerarium gebunden. Abraham Ortelius scheint dies auch getan zu haben, da auf dessen Karte Belgii Veteris Calo mit dem Zusatz LEGIO IX angegeben ist. Diesen Missstand hatte man jedoch später erkannt und somit konzentrierten sich in der folgenden Zeit die Lokalisierungen hauptsächlich auf den Bereich zwischen Rheinberg und Duisburg-Kaldenhausen, wobei selbst bis zur neuesten Lokalisierung (Halen) die Entfernungsangaben aus dem Itinerarium Antonini nicht in allen Punkten passen.
Bei den Bauarbeiten des Mittelpfeilers des Haus Knipp Brücke wurde ein „sehr verwaschener Rest eines mit Schuppen verzierten Säulenschaftes, oben und unten abgebrochen“ aus Kalkstein gefunden. Der Verbleib des Säulenfragmentes und dessen Zuordnung zu Kirche, Burg oder römischen Ursprüngen sind unklar.